# François Lefebvre Duplessis Faber

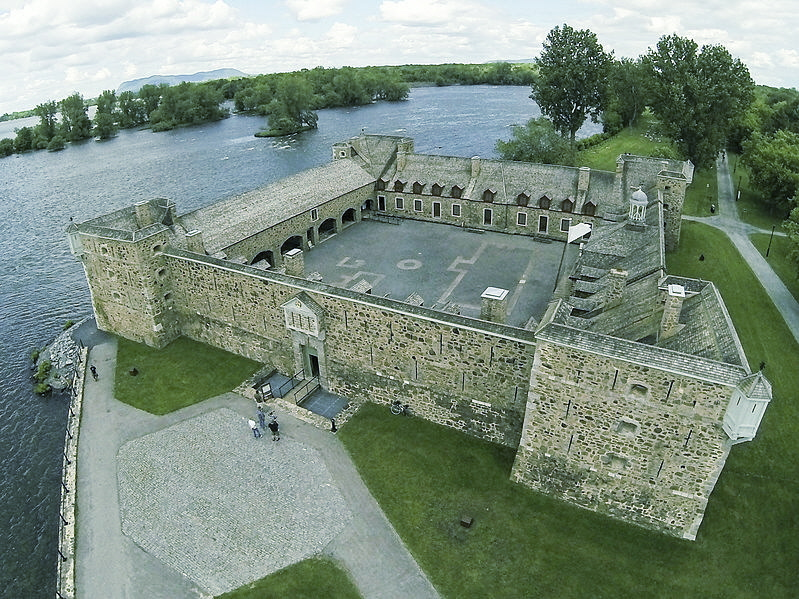
François Lefebvre Duplessis Faber, commandant du Fort Chambly.

François Lefebvre Duplessis Faber, né en 1647 à Paris et mort le 12 avril 1712, est un commandant des Troupes de la Marine. Il commanda également le fort Chambly.

## Biographie
François Lefebvre Duplessis dit Faber était le père de l'officier François Lefebvre Duplessis Fabert (avec un "T" à la fin du patronyme). 
En 1671, à l'âge de 24 ans, il fut nommé capitaine dans le régiment de Saint-Vallier. 
En 1687, il partit pour le Canada afin d’y assumer le commandement d’une compagnie des troupes de la Marine. Il fut nommé commandant du fort Chambly, poste dont il assuma la charge jusqu'en 1689.
Le 7 janvier 1689, il épousa Madeleine Chorel de Saint-Romain à Champlain, où il vécut pendant les sept ou huit années qui suivirent. En juillet 1689, il blessa le capitaine Raymond Blaise Des Bergères de Rigauville au cours d’un combat à l’épée et dut lui payer un dédommagement financier.
Par la suite, François Lefebvre Duplessis Faber posa successivement sa candidature aux postes de gouverneur d’Acadie, de commandant des troupes, de lieutenant de roi à Trois-Rivières, de commandant de fort Chambly et d’inspecteur des routes. 
Le 5 mai 1700, le ministre de la Marine, Jérôme Phélypeaux de Pontchartrain, écrivit à l’intendant Jean Bochart de Champigny : « Le sieur Duplessis Faber m’estant recommandé par des personnes que je considère, vous me ferez plaisir de luy rendre service dans les occasions que vous en aurez. »
Tenu néanmoins à l'écart de certaines promotions, il eut en compensation, toutefois, de voir son fils François Lefebvre Duplessis Fabert nommé enseigne à l’âge de 11 ans. 
Il mourut le 12 avril 1712 à l'Hôtel-Dieu de Montréal ; en juin, on lui décerna la croix de Saint-Louis à titre posthume, qu’il demandait depuis 1700.